# Le Poste-frontière
Pour les articles homonymes, voir Karaula.
Pour plus de détails, voir Fiche technique et Distribution.
Le Poste-frontière (Karaula) est un film croate réalisé par Rajko Grlić, sorti en 2006.

## Synopsis
L'histoire se déroule en 1987 dans un poste-frontière à la frontière entre la Yougoslavie et l'Albanie. Le lieutenant Pasic sent une douleur étrange et le médecin, Sinisa, lui diagnostique une IST. Ne voulant pas assumer cela auprès de sa femme, il cherche des excuses pour rester en poste et prétend qu'une attaque albanaise est imminente.

## Fiche technique
- Titre français : Le Poste-frontière[1]
- Titre original : Karaula
- Réalisation : Rajko Grlić
- Scénario : Rajko Grlić et Ante Tomić d'après son roman
- Musique : Sanja Ilić
- Photographie : Slobodan Trninic
- Montage : Andrija Zafranovic
- Production : Vladimir Anastasov, Zoran Cvijanovic, Mike Downey, Mirko Galic, Danijel Hocevar, Milko Josifov, Ademir Kenović, Boris T. Matic et Sam Taylor
- Société de production : Refresh Production, Vertigo, Sektor Film Skopje, Propeler Film, Yodi Movie Craftsman, Concordia Film, Hrvatska Radiotelevizija, Macedonian National Television, Novotny & Novotny Filmproduktion, Pioneer Pictures, RTV Bosnia-Herzegovinaet Viba Film
- Pays :  Croatie,  Serbie,  Slovénie,  Macédoine du Nord et  Bosnie-Herzégovine
- Genre : Comédie dramatique
- Durée : 94 minutes
- Dates de sortie : 
  -  Croatie : 28 mars 2006

## Distribution
- Toni Gojanovic : Sinisa Siriscevic
- Sergej Trifunović : Ljuba Paunovic
- Emir Hadzihafizbegovic : le lieutenant Safet Pasic
- Verica Nedeska : Mirjana
- Bogdan Diklic : le colonel Rade Orhideja
- Miodrag Fisekovic : Gvozdenovic
- Franjo Dijak : Budiscak
- Petre Arsovski : Ilievski
- Tadej Troha : Lanisnik
- Zoran Ljutkov : Milco
- Igor Bencina : Vladika
- Selim Sendzul : Mica
- Almedin Leleta : Hasan
- Hrvoje Keckes : Miljenko

## Distinctions
Le film a été présenté dans de nombreux festivals : le festival international du film de Tróia (où il a remporté le Dauphin d'or, le Dauphin d'argent du meilleur réalisateur et le prix FIPRESCI), le festival du film de Hambourg, le festival du film de Pula, le festival international du film de Saint-Sébastien et le festival international du film de Varsovie.